# Ménil
För andra betydelser, se Menil.
Ménil är en kommun i departementet Mayenne i regionen Pays de la Loire i nordvästra Frankrike. Kommunen ligger i kantonen Château-Gontier-Est som tillhör arrondissementet Château-Gontier. År 2022 hade Ménil 907 invånare.

## Befolkningsutveckling
Antalet invånare i kommunen Ménil
| Referens: INSEE |